# Margitta Jahnke
Margitta Jahnke (* im  20. Jahrhundert) ist eine ehemalige deutsche Fußballspielerin.

## Karriere
Jahnke gehörte Tennis Borussia Berlin von 1975 bis 1983 als Mittelfeldspielerin an, für den Verein sie in der Verbandsliga Berlin Punktspiele bestritt. Als Meister aus der Liga 1976 hervorgegangen, war ihr Verein berechtigt an der Endrunde um die Deutsche Meisterschaft teilzunehmen. Am 20. Juni 1976 gehörte sie der Mannschaft an, die im Siegener Leimbachstadion vor 3.700 Zuschauern dem FC Bayern München im Finale einen großen Kampf lieferte – am Ende jedoch mit 2:4 n. V. verlor. 1977 erneut Berliner Meister, unterlag ihr Verein der NSG Oberst Schiel bereits im Achtelfinale. Am 25. Juni 1983 gehörte sie der Mannschaft an, die das Finale um die Deutsche Meisterschaft im Stadion An der Paffrather Straße, der Heimspielstätte der SSG 09 Bergisch Gladbach, bestritt und es gegen diese mit 0:6 verlor.

## Erfolge
- Finalist Deutsche Meisterschaft 1976, 1983
- Berliner Meister 1976, 1977, 1981, 1983